# Van-Swieten-Kaserne

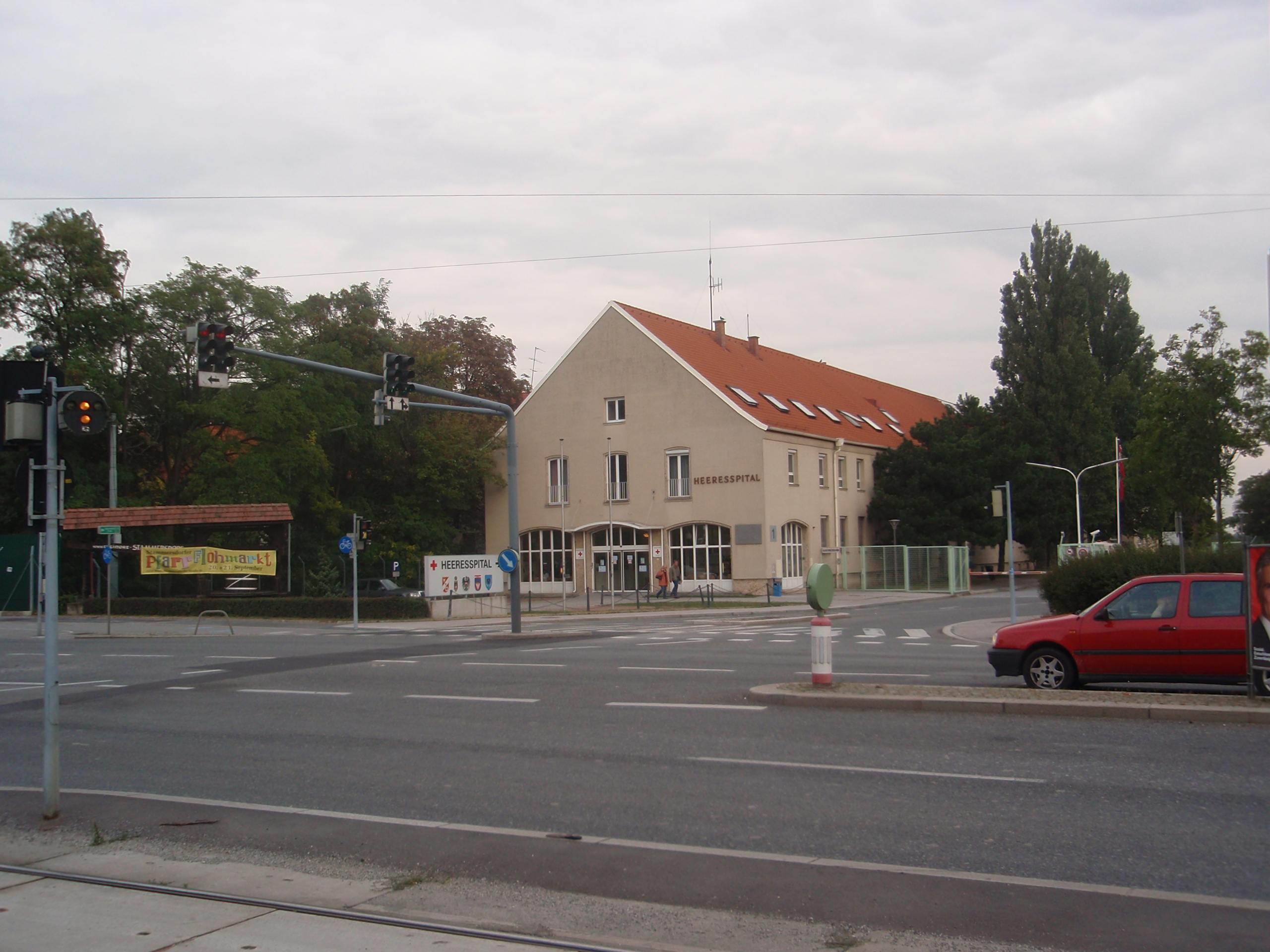
Heeresspital in der Van-Swieten-Kaserne

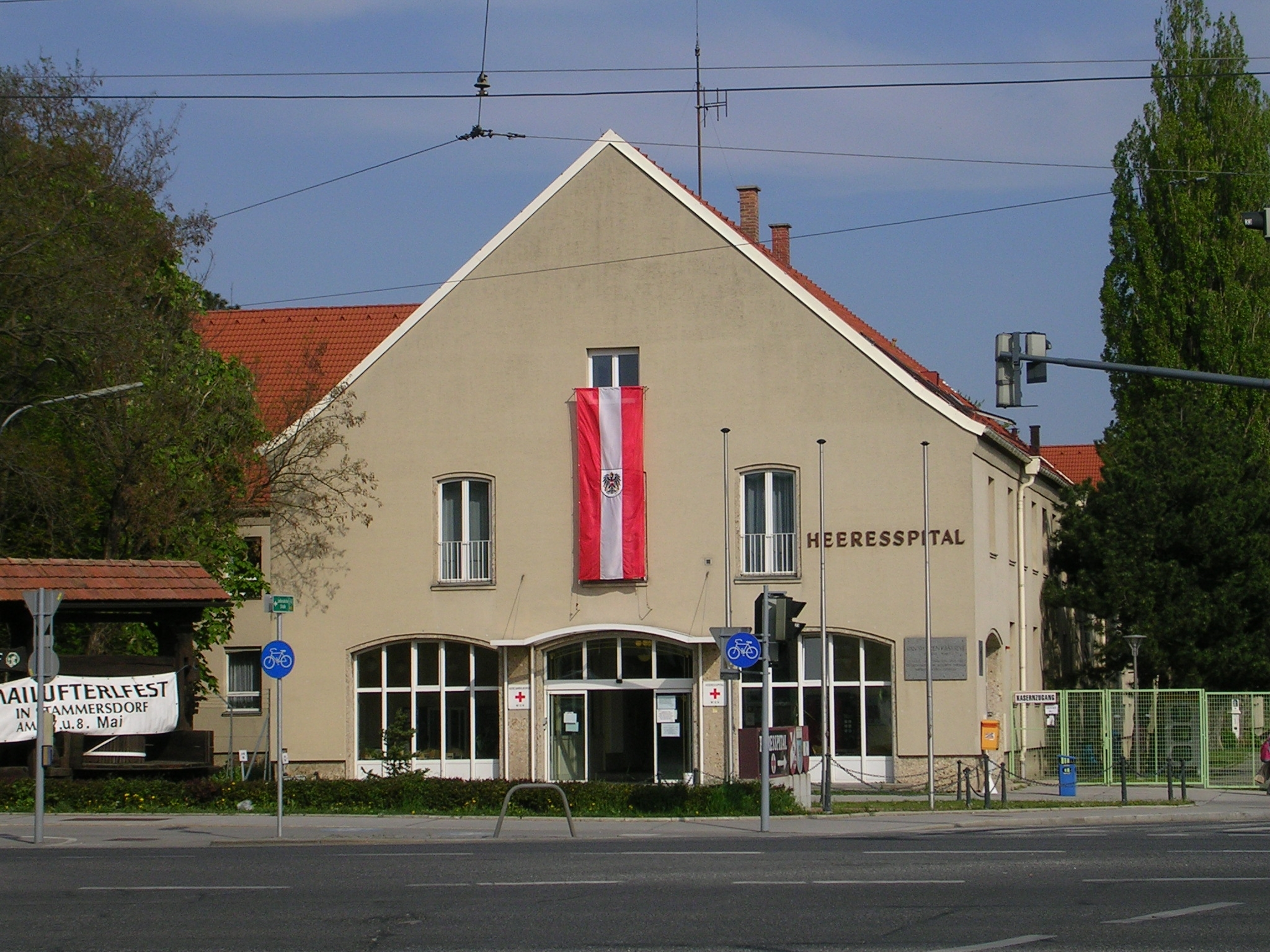
Heeresspital in der Van-Swieten-Kaserne

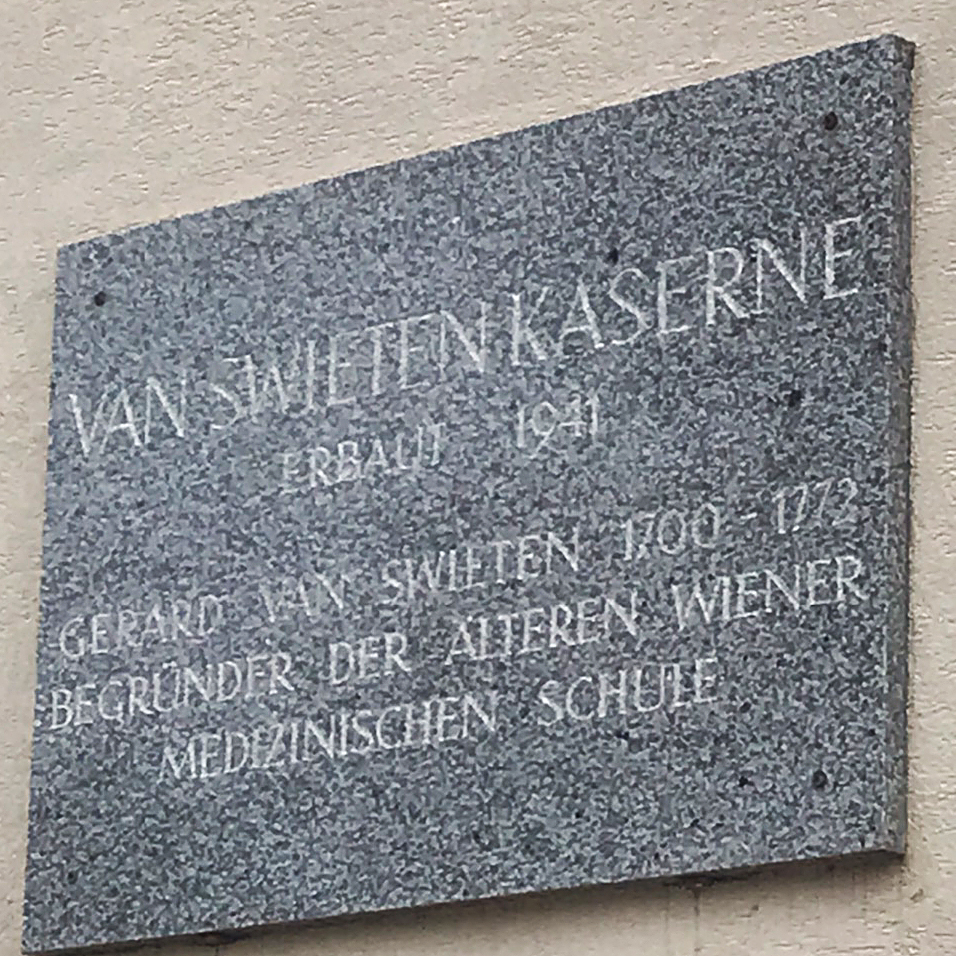

Die Van-Swieten-Kaserne ist eine Kaserne des Österreichischen Bundesheeres in Wien im 21. Wiener Gemeindebezirk (Floridsdorf).
Sie wurde nach dem Leibarzt Maria Theresias und Begründer der sogenannten Älteren Wiener Medizinischen Schule, Gerard van Swieten, benannt.
Heute beherbergt die Van-Swieten-Kaserne das Militärmedizinische Zentrum des Bundesheeres. Soldaten des Bundesheeres, die an Einsätzen im Rahmen der Friedenstruppen der Vereinten Nationen teilnehmen wollen, müssen sich am Standort der Van-Swieten-Kaserne oder im Heerespersonalamt in Linz einem Auswahlverfahren unterziehen.

## Geschichte
Zwischen 1939 und 1940 errichtete die deutsche Wehrmacht an der Brünner Straße eine Artilleriekaserne, die Artilleriekaserne Brünner Straße, in der im Verlauf des Zweiten Weltkriegs auch Einheiten der Flugabwehr stationiert wurden. Gegen Ende des Kriegs fand die Kaserne behelfsweise Verwendung als Lazarett. Während der Besatzungszeit nutzte die Rote Armee diese Kaserne als Lazarett und Militärspital.
Nach der Übernahme der Kaserne durch das Österreichische Bundesheer begann man 1957 mit den Planungsarbeiten für ein modernes Militärspital, das eine Kapazität von 242 Betten besitzen sollte. Diese Kapazität wurde jedoch durch eine Entscheidung des Bundesministers für Landesverteidigung Ferdinand Graf am 5. Mai 1960 auf 177 Betten reduziert.
1958 wurde mit dem Bau der Wirtschaftsgebäude begonnen und zwischen April 1960 und Dezember 1964 wurden die Arbeiten am eigentlichen Spitalstrakt durchgeführt.
Der Spitalstrakt wurde in sieben Häusern gegliedert, die durch die Keller eine unterirdische Verbindung zum Kranken- und Materialtransport besitzen.
Den Betrieb nahm dieses Militärspital mit der Bezeichnung Heeresspital, da es auch überregionale Aufgaben für das Bundesheer wahrnimmt, in der Van-Swieten-Kaserne am 1. Juni 1965 auf. Von 1987 bis 2003 war Walter Dorner ärztlicher Leiter des Heeresspitales, zuletzt im Rang eines Generalmajors.
Ab dem 29. Jänner 2024 werden im neu errichteten Stellungsgebäude die bis dahin im Amtsgebäude Vorgartenstraße durchgeführten Stellungen für Wien und Burgenland-Nord durchgeführt.

## Heeresspital: Institute, Stationen und Ambulanzen
Das Heeresspital (HSP) ist die größte Militärkrankenanstalt des Österreichischen Bundesheeres. Sie stellt die medizinische Betreuung im Friedens-, Einsatz- und Katastrophenfall sicher.
- Institute (neu gegründet 2006):
  - Internationaler Medical Support
  - Fliegermedizin
  - Leistungsmedizin und Wehrergonomie

- Stationen mit Ambulanzen:
  - Anästhesie und Intensivmedizin
  - Chirurgie
  - Dermatologie
  - Hals-, Nasen- und Ohrenabteilung
  - Interne Medizin

- Ambulanzen:
  - Schmerzambulanz
  - Augenheilkunde
  - Psychiatrie und Klinische Psychologie
  - Neurologie
  - Orthopädie
  - Röntgenabteilung
  - Urologie
  - Zahnheilkunde
  - Fliegerpsychologie
  - Physiotherapie
  - Klinisch-Psychologische Betreuungs- u. Psychotherapeutische Versorgungsstelle
  - Labor